# Adelina (nome)
Adelina  è un nome proprio di persona italiano femminile.

## Varianti
- Ipocoristici: Alina[2]
- Maschili: Adelino[1]

### Varianti in altre lingue
- Bulgaro: Аделина (Adelina)[2]
- Francese: Adeline[2]
- Inglese: Adeline[2], Adaline[2], Adalyn[2], Adalynn[2], Adelyn[2], Adelynn[2], Addilyn[2]
- Portoghese: Adelina[2]
- Rumeno: Adelina[2]
- Spagnolo: Adelina[2]

## Origine e diffusione
Si tratta sostanzialmente di un diminutivo del nome Adele; può anche essere ricondotto direttamente alla stessa radice da cui Adele deriva, ossia il germanico adal, "nobile".

## Onomastico
L'onomastico si festeggia in memoria di santa Adelina, badessa di Mortain, la cui memoria liturgica ricade il 20 ottobre .

## Persone

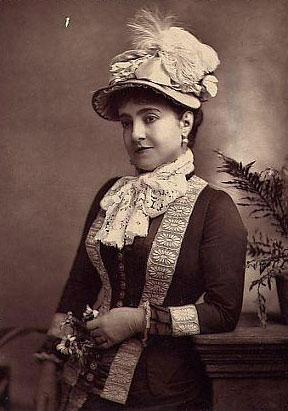
Adelina Patti

- Adelina Domingues, supercentenaria capoverdiana naturalizzata statunitense
- Adelina Ismajli, cantante kosovara
- Adelina Patti, soprano italiano
- Adelina Stehle, soprano austriaco
- Adelina Tattilo, editrice, giornalista e produttrice cinematografica italiana
- Adelina Vaccaro, cestista italiana
- Adelina Zandrino, pittrice e illustratrice italiana

### Variante Adeline
- Adeline Baud, sciatrice alpina francese
- Adeline De Walt Reynolds, attrice statunitense
- Adeline Genée, ballerina britannica
- Adeline Wuillème, schermitrice francese

### Variante maschile Adelino
- Adelino da Palma Carlos, politico portoghese
- Adelino Zanini, filosofo italiano
- Adelino Zennaro, calciatore italiano

## Il nome nelle arti
- Adelina è un personaggio del film del 1950 Totò cerca moglie, diretto da Carlo Ludovico Bragaglia.
- Adelina è un personaggio del film del 1987 La famiglia, diretto da Ettore Scola.
- Adelina è la protagonista della commedia musicale Se il tempo fosse un gambero di Jaja Fiastri e Bernardino Zapponi.
- Adelina Bla Bla è un personaggio del film d'animazione Disney Gli Aristogatti.
- Adelina Cirrincio è un personaggio ricorrente nei romanzi di Andrea Camilleri sul commissario Montalbano, nonché nella serie televisiva che ne è tratta.
- Adeline Hulot d'Ervy è un personaggio del romanzo La cugina Bette di Honoré de Balzac.
- Adelina Sbaratti è la protagonista del primo episodio del film del 1963 Ieri, oggi, domani, diretto da Vittorio De Sica; l'episodio si chiama appunto Adelina.
- Ballade pour Adeline è un brano per pianoforte composto da Paul de Senneville e Olivier Toussaint ed inciso nel 1977 da Richard Clayderman[4]
- Adaline Bowman è la protagonista del film del 2015 Adaline - L'eterna giovinezza